# Lygia Kraag-Keteldijk
Lygia Irene Louis Kraag-Keteldijk (Paramaribo, Surinam, 18 de junio de 1941), es una política de Surinam que ejerció el cargo de ministra de Relaciones Exteriores durante el gobierno de Ronald Venetiaan, desde 2005 hasta 2010. Está afiliada al Partido Nacional de Surinam.

## Biografía y vida política
Lygia Irene Louis Kraag-Keteldijk nació en Paramaribo, Surinam, el 18 de junio de 1941. Hija del expresidente surinamés Johan Kraag.
En 1959 obtuvo su título de Sociología en el Instituto de Enseñanza Secundaria. En 1967 se fue a los Países Bajos para estudiar en la Universidad de Utrecht. Después de un período de formación desde 1969 hasta 1977 Kraag trabajó en el Instituto de Estructura Social (NiMo), en Bolduque.
Luego trabajó dos años para el Ministerio de Justicia de Surinam, donde se desempeñó en la política de repatriación. En 1979 se trasladó al Ministerio del Trabajo y, desde 1981 hasta 1986 estuvo en Países Bajos de nuevo. Durante ese período trabajó en el Ministerio de Asuntos Sociales y Empleo, estando a cargo de las políticas de repatriación de las minorías. 
En 1986 se instaló en Surinam, donde de nuevo se puso a trabajar en el ministerio del Trabajo. Ese año se convirtió en una persona políticamente activa en el Partido Nacional de Surinam, al tiempo que formaba parte del Instituto de Johan Adolf Pengel (Bouwsma), el instituto científico de las fuentes de energía nuclear. Siete años después continuó trabajando en el ministerio del Trabajo. En 2001 fue directora de política de la Oficina de la Presidencia durante el primer mandato del presidente Ronald Venetiaan.
El 1 de septiembre de 2005 Kraag-Keteldjk fue la sucesora de Marie Levens como ministra de Relaciones Exteriores. Antes había abandonado su nacionalidad neerlandesa porque de acuerdo a la ley de Surinam, a las personas con un alto cargo no se le permite tener la doble nacionalidad.
El 16 de agosto de 2010 Lygia Kraag dio por finalizado su gestión tras entregar su cargo al Demócrata-Nacionalista Winston Lackin.
- Datos: Q58149
- Multimedia: Lygia Kraag-Keteldijk / Q58149